# Akkadien
Pour les articles ayant des titres homophones, voir Acadien et Acadiens.
Cet article concerne la langue akkadienne. Pour les habitants du pays d'Akkad, voir Akkad (région).
Pour les articles homonymes, voir Akkadien (homonymie).
L'akkadien (akkadū(m) en akkadien) est une langue chamito-sémitique éteinte, de la famille des langues sémitiques, fortement influencée par le sumérien. Elle est parlée en Mésopotamie au moins du début du IIIe jusqu'au Ier millénaire av. J.-C.
Le nom de la langue, déjà employé durant l'Antiquité, vient de celui de la ville d'Akkad, capitale de l'empire du même nom. Au cours du IIe et du Ier millénaire av. J.-C., l'akkadien est représenté par deux dialectes : le babylonien dans le Sud de la Mésopotamie (Babylonie) et l'assyrien dans le Nord (Assyrie). Au cours des derniers siècles, il est de moins en moins parlé, progressivement remplacé par l'araméen ; il est encore utilisé comme écriture savante par les lettrés de la Babylonie tardive.
L'akkadien est attesté par des dizaines de milliers de tablettes cunéiformes comprenant des textes de nature variée — récits mythologiques, textes juridiques, travaux scientifiques, correspondance, historiographie, poésie, etc. —, ce qui en fait la langue la mieux documentée du Proche-Orient ancien. Ce n'est pas seulement la langue vernaculaire de la Mésopotamie, mais aussi des régions voisines et notamment de la Syrie, du Levant et de l'Élam. Durant une bonne partie du IIe millénaire av. J.-C., c'est la langue véhiculaire du Moyen-Orient, notamment pour la correspondance diplomatique.
L'influence mutuelle du sumérien et de l'akkadien a conduit des savants à les décrire comme formant une aire linguistique. C'est pourquoi l'akkadien, tout en reprenant les principales caractéristiques des langues sémitiques, présente plusieurs traits morphologiques qui l'en distinguent ainsi qu'un vocabulaire très vaste, emprunté en partie au sumérien mais aussi à d'autres langues, avec lesquels ses locuteurs ont été en contact au cours de ses nombreux siècles d'existence (hourrite, amorrite, araméen, etc.).

## Contexte culturel et historique
L'akkadien est une langue ou plutôt un ensemble de langues qui appartiennent au rameau oriental des langues sémitiques. Son originalité par rapport à cette famille tient surtout à ses contacts prolongés avec le sumérien, un isolat linguistique parlé dans le Sud de la Mésopotamie au IIIe millénaire av. J.-C., avec lequel il a formé à cette époque une aire linguistique.
Les différentes variantes de l'akkadien sont attestées par de nombreux textes écrits en cunéiforme. Les deux plus importantes, l'assyrien et le babylonien, sont pratiquées à partir du début du IIe millénaire av. J.-C. et pendant environ 1 500 ans. Elles présentent une longue séquence permettant de distinguer plusieurs stades de la langue. En fait, ces deux variantes présentent suffisamment de différences pour que l'on puisse les considérer comme deux langues différentes, relevant du groupe est-sémitique, même si elles ont connu des évolutions similaires en raison de leurs contacts permanents.
Des inscriptions en akkadien ont également été trouvées en dehors de la Mésopotamie, ce qui s'explique par l'influence culturelle de cette dernière sur les régions voisines. Il s'agit alors d'un « akkadien périphérique », qui reprend divers aspects des langues parlées par les scribes de ces contrées (hourrite, langues cananéennes).

### Une langue sémitique
L’akkadien est la plus ancienne langue sémitique connue. Elle est attestée par des mots en akkadien ancien (surtout des noms de personnes) trouvés dans des textes sumériens du milieu du IIIe millénaire av. J.-C. ; il s'agit surtout de tablettes cunéiformes provenant des sites archéologiques de Fara et d'Abu Salabikh, et aussi de divers textes légaux enregistrant des ventes de champs (v. 2600-2450 av. J.-C.). Des textes plus anciens écrits en sumérien sont soupçonnés de contenir des mots venant de l'akkadien, mais cela est débattu.
Par son appartenance au groupe des langues sémitiques, l'akkadien relève d'un groupe plus vaste dit afro-asiatique, ce qui l'apparente entre autres à l'égyptien ancien et aux dialectes berbères. C'est à partir de ce groupe que s'est constitué, on ne sait ni où ni quand, le « proto-sémitique », ancêtre commun à toutes les langues sémitiques, dont il est le produit le plus ancien qui soit connu et donc une source essentielle pour tenter de le reconstituer. À une date indéterminée, mais avant le IIIe millénaire av. J.-C., une scission — apparemment la première — s'est produite à partir de cette langue, avec la constitution du rameau oriental des langues sémitiques, dont l'akkadien est la seule à être bien connue. Le seul autre membre bien identifié de ce sous-groupe (quoique cela soit discuté) est l'éblaïte, langue écrite dans les textes d'Ebla en Syrie centrale datés du XXIVe siècle av. J.-C.. Il apparaît dans les sources du IIIe millénaire av. J.-C. qu'il y avait plusieurs langues est-sémitiques parlées en Mésopotamie et en Syrie orientale (à Mari notamment). Cela est confirmé par des sources postérieures, puisqu'il est probable que les trois variantes de l'akkadien les mieux connues, l'akkadien ancien, le babylonien et l'assyrien, avaient à cette époque des ancêtres déjà distincts car il n'y a pas de lien de filiation entre eux.
Par ses origines, l'akkadien présente donc les traits caractéristiques des langues sémitiques, ce qui a facilité son déchiffrement au milieu du XIXe siècle. Sa phonologie est similaire à celles des autres langues du groupe, quoique simplifiée, avec la présence de plusieurs triplets de consonnes sourdes/sonores/emphatiques (k/g/q, t/d/ṭ). Sa morphologie repose comme les autres langues sémitiques sur la présence de racines consonantiques dont la séquence est invariable et permet de former la plupart des mots. L'exception est celle des mots ayant une origine plus ancienne, comme ceux désignant les pronoms personnels, les parties du corps (iznu(m), « oreille »), les éléments (mû, « eau ») ou certains animaux (kalbu(m), « chien »). La présence de trois cas et de trois nombres (singulier, pluriel, duel) est également une caractéristique des langues sémitiques qui ont conservé des traits anciens. Le fait que les verbes se conjuguent en fonction de leur aspect « accompli » ou « inaccompli » est caractéristique des langues sémitiques. Le fait que l'akkadien ait également un aspect appelé parfait, absent dans les autres langues sémitiques, pourrait être un héritage du proto-sémitique, qu'il aurait été le seul à préserver, voire de l'afro-asiatique originel (on trouve un aspect similaire dans les langues berbères). Un autre trait de l'akkadien absent des autres langues sémitiques et qui peut remonter à l'afro-asiatique est le fait que l'inaccompli y est marqué par le redoublement de la seconde consonne de la racine.

### Contacts avec le sumérien

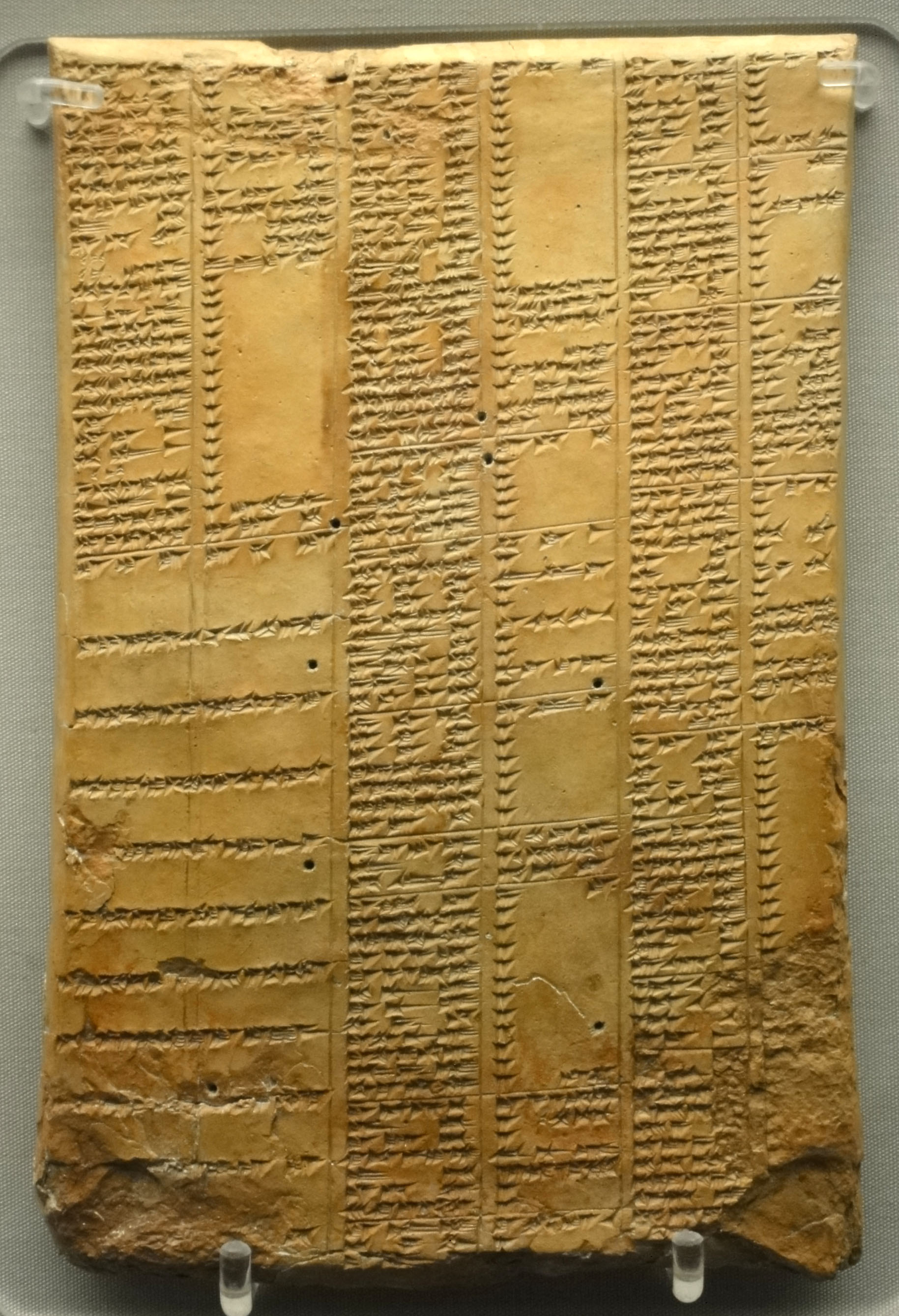
Liste lexicale de synonymes sumérien/akkadien. Ninive, British Museum.

Un autre trait marquant dans la constitution de l'akkadien est lié non pas à ses origines, mais à son évolution après sa séparation d'avec les autres langues sémitiques. Lorsque ses locuteurs se sont installés en Mésopotamie méridionale, au IIIe millénaire av. J.-C., ils sont entrés en contact durable avec des peuples parlant une autre langue, le sumérien, un isolat linguistique du pays de Sumer, l'extrême-Sud de la Mésopotamie. Les origines et l'extension géographique de ces populations sont obscures. Quoi qu'il en soit, les locuteurs des deux langues ont manifestement cohabité dans cette région pendant plusieurs siècles, avant même les premières traces écrites de l'akkadien. Ils ont vécu en relation étroite, participant conjointement au développement de la brillante civilisation de cette période. L'influence de l'akkadien sur le sumérien est également non négligeable. On a pu parler à ce propos de l'existence d'une « aire linguistique suméro-akkadienne ». Cela explique pourquoi, par bien des aspects, l'akkadien se distingue des autres langues sémitiques. Le résultat le plus visible de cette cohabitation est le fait que l'akkadien soit la seule langue de son groupe à placer le verbe à la fin des propositions, dans l'ordre sujet-objet-verbe (SOV), similairement au sumérien. Les autres langues sémitiques anciennes suivent plutôt l'ordre verbe-sujet-objet (VSO), mettant en tout cas l'objet en position finale. Cette analyse a été contestée, car la plus ancienne langue sémitique connue après l'akkadien est l'éblaïte, qui présente aussi une syntaxe SOV (mais aussi VSO), alors que la syntaxe SOV est courante dans les langues du Proche-Orient ancien, et pourrait donc être une caractéristique « aréale » partagée par ces langues non apparentées, à la suite de contacts entre elles. La présence de modes verbaux comme le ventif et l'optatif en akkadien semblent être également des emprunts au sumérien. La simplification de la phonologie de l'akkadien, avec la perte de plusieurs consonnes par rapport au proto-sémitique, pourrait être une conséquence de ces contacts, de même que l'introduction de la voyelle /e/. De nombreux mots akkadiens sont hérités du sumérien (environ 7 % selon une estimation d'Edzard). On les repère généralement par le fait que leur consonne finale, qui précède la désinence casuelle, est doublée lors du passage à l'akkadien. Par exemple, le mot sumérien dub-sar, « scribe » (littéralement « tablette-inscrire »), devient tupšarru(m) ; de même, é-gal, la « grande maison », c'est-à-dire le « palais », donne ekallu(m). Ces mots ne répondant pas au principe des racines des langues sémitiques, il est impossible de procéder dans les dictionnaires d’akkadien à un classement des mots en fonction de leur racine comme on le fait pour les autres langues sémitiques ; un ordre alphabétique est donc utilisé.

### Historique des dialectes akkadiens
La plus ancienne forme de l'akkadien suffisamment documentée pour permettre d'en dresser un tableau grammatical satisfaisant est l'akkadien ancien, ou paléo-akkadien. On a longtemps regroupé sous cette dénomination toutes les formes de langues est-sémitiques attestées par des sources mésopotamiennes du IIIe millénaire av. J.-C. Mais depuis que leur diversité est mieux appréhendée, il est préférable de simplement nommer ainsi l'akkadien des textes de la période de l'empire d'Akkad (v. 2340-2150 av. J.-C.), qui est vraisemblablement une évolution du dialecte parlé dans la région de Kish dans la région de la confluence du Tigre et de la Diyala (où devait se trouver Akkad, la capitale de l'empire du même nom). Il s'est diffusé car il est la langue administrative de cet empire, le premier à unifier la Mésopotamie.
Après l'effondrement de l'empire d'Akkad, celui-ci est rapidement remplacé par un autre empire, celui de la troisième dynastie d'Ur (2112-2004 av. J.-C.), dont les rois privilégient la langue sumérienne. Des textes en akkadien sont néanmoins rédigés à cette période : on a longtemps considéré qu'ils portaient un dialecte dérivant de l'akkadien ancien, mais il semblerait qu'il s'agisse en fait d'une autre variante géographique, ancêtre du babylonien, plutôt répandue dans le pays de Sumer.

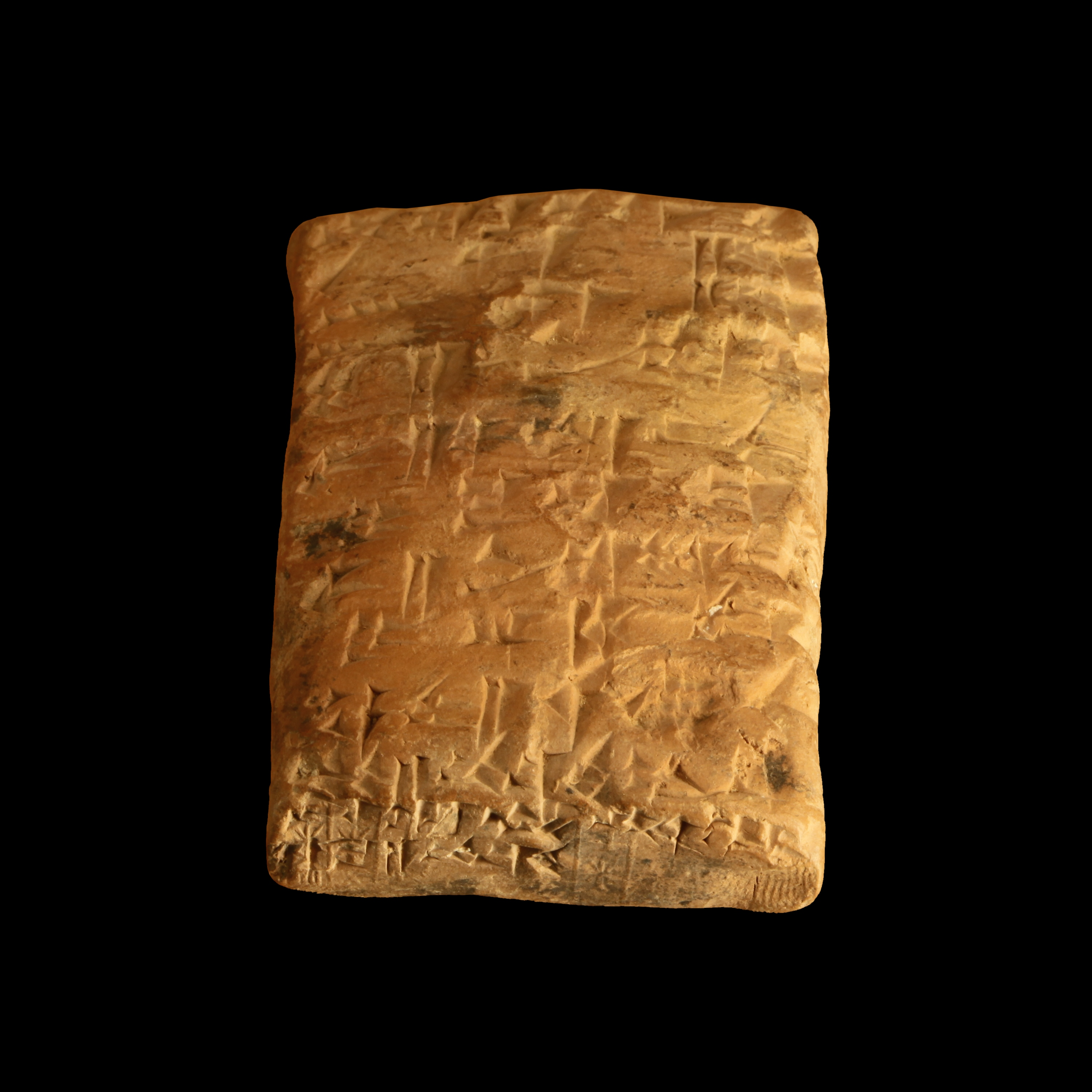
Contrat de location d'un champ daté du règne d'Abi-eshuh (1711-1684 av. J.-C.) de Babylone. Rédigé en akkadien, dialecte paléo-babylonien. Musée des beaux-arts de Lyon.

La chute de l'empire d'Ur est suivie par la constitution en Syrie et en Mésopotamie de royaumes fondés par des dynasties d'origine amorrite, un peuple parlant un langage ouest-sémitique (l'amorrite). Cette langue devient majoritairement parlée en Syrie et dans le Nord mésopotamien, où son influence ressort dans les textes rédigés en akkadien, et se diffuse également dans le Sud. Dans cette dernière région, le dialecte babylonien se constitue définitivement, sous la forme dite du babylonien ancien ou paléo-babylonien, qui est considérée par les chercheurs modernes comme une forme « classique » de l'akkadien (c'est celle qui est la plus enseignée), celle de la première dynastie de Babylone (1894-1595 av. J.-C.), qui voit également l'élaboration de la première forme d'akkadien littéraire employée dans les textes poétiques et épiques. Elle se présente en fait avec des variantes « provinciales » suivant le lieu d'exhumation des archives (en particulier Mari, Suse, Alalakh, etc.), comportant notamment une influence des langues parlées dans la région (amorrite, hourrite). Pour le Nord, une forme distincte d'akkadien est attestée, celle de la cité d'Assur, l'assyrien ancien, documenté surtout par des archives laissées par les marchands de cette cité à Kültepe en Anatolie. Il s'agit d'une langue plutôt proche de l'akkadien ancien, voire de l'éblaïte, donc de langues est-sémitiques du Nord, que du babylonien ancien.
La seconde moitié du IIe millénaire av. J.-C. est la période du babylonien moyen, ou médio-babylonien, qui correspond notamment à la domination de la dynastie kassite de Babylone (1595-1155 av. J.-C.). Dans le nord, où le royaume assyrien se constitue dans la seconde moitié du XIVe siècle av. J.-C., c'est la période de l'assyrien moyen, ou médio-assyrien. L'akkadien, sous une forme babylonienne, est également répandu dans les textes de pays où l'on ne parle pas akkadien ; on parle parfois d'akkadien ou babylonien « périphérique ». C'est le cas dans les archives de Nuzi, en Mésopotamie du Nord, région où dominent les locuteurs de la langue hourrite, qui marque fortement l'akkadien rédigé par les scribes locaux (on parle d'« hourro-akkadien »). Des archives en akkadien « hourritisé » ont également été mises au jour à Alalakh. D'autres variantes périphériques du babylonien sont attestées dans des pays de langues sémitiques du Nord-Ouest, par les textes d'Ugarit, d'Emar et de Canaan (l'« akkadien cananéen » ; surtout connu par une partie des lettres d'Amarna). Le babylonien est également une langue internationale, qui sert pour les relations diplomatiques de l'époque. C'est pour cette raison que des fonds d'archives en akkadien ont pu être exhumés en Égypte à Tell el-Amarna et en Anatolie à Hattusa, la capitale du royaume des Hittites.

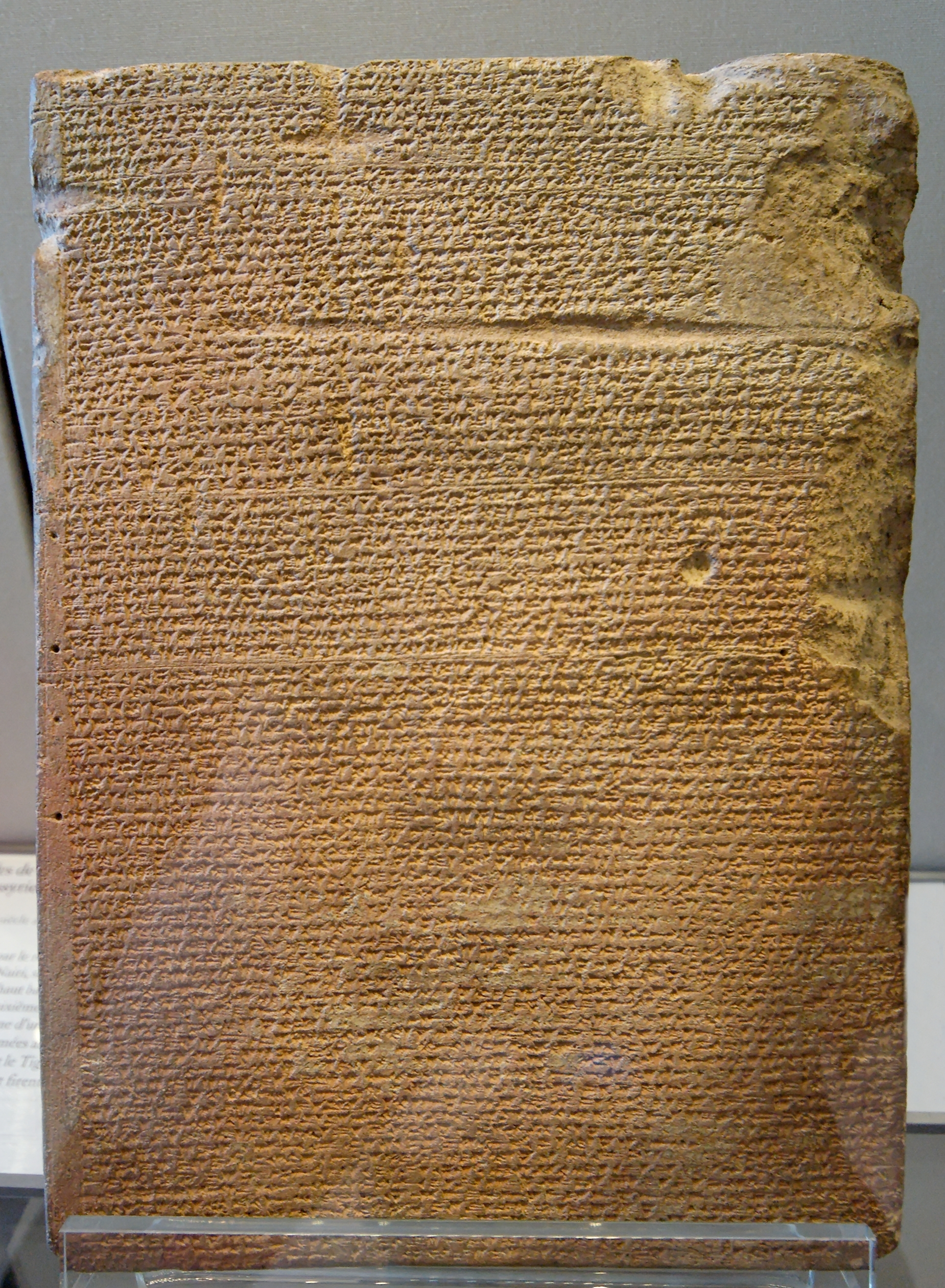
Tablette des Annales du roi assyrien Tukulti-Ninurta II, en akkadien, dialecte assyrien. Début Musée du Louvre.

La fin du IIe millénaire av. J.-C. est une période de grands bouleversements dans tout le Moyen-Orient, durant laquelle la documentation écrite se fait très rare. Après cet âge obscur, la diffusion de l'akkadien écrit se réduit considérablement, pour se concentrer sur les deux régions de la Mésopotamie : l'Assyrie et la Babylonie. Les dialectes locaux évoluent progressivement vers des variantes appelées néo-assyrien et néo-babylonien. Du point de vue de la langue parlée, la première moitié du Ier millénaire av. J.-C. est marquée par la diffusion d'une langue ouest-sémitique, l'araméen, qui devient progressivement la langue vernaculaire de l'Assyrie, et cela se ressent dans les textes néo-assyriens, très influencés par cet idiome. Ce dernier se diffuse également en Babylonie, où il interagit avec le néo-babylonien, les influences allant dans les deux sens. Du point de vue de la langue littéraire, cette époque voit la mise au point du « babylonien standard », langue des lettrés babyloniens, qui connaît des évolutions notables, témoignant d'une vitalité qui contraste avec le fait que le babylonien est de moins en moins parlé au quotidien.
Si l'assyrien a sans doute cessé d'être parlé dès la fin de l'Empire assyrien, en 612 av. J.-C., le babylonien survit à la chute de l'Empire néo-babylonien en 539 av. J.-C., lorsque les Perses achéménides envahissent la Mésopotamie. Avec eux, le rôle de l'araméen est renforcé, puisqu'il devient la langue véhiculaire qui permet la communication entre les différentes parties de leur immense empire (on parle d'ailleurs d'« araméen d'empire »). Un signe du retrait du babylonien (dont la variante dialectale est dite « tardive ») en tant que langue parlée est le fait que les lettres privées rédigées dans cette langue se raréfient après 450 av. J.-C. Les textes juridiques en babylonien sont eux aussi de moins en moins nombreux dans les décennies suivantes. C'est dans le milieu des lettrés des temples babyloniens que cette langue survit et évolue. Cela est surtout attesté par les archives des temples de Babylone et d'Uruk, à l'époque de l'Empire séleucide (331-140 av. J.-C.) et de moins en moins au début de l'époque de l'Empire parthe (140 av. J.-C. - 224 apr. J.-C.). Le texte en babylonien le plus récent qui soit attesté date de 75 apr. J.-C. Cette langue cesse d'être écrite sans doute au siècle suivant, longtemps après avoir cessé d'être parlée.

## Écriture

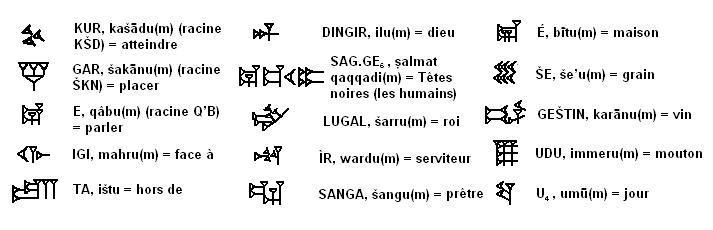
Exemples de logogrammes cunéiformes de l'akkadien, graphie d'époque paléo-babylonienne (première moitié du).

L'akkadien est connu par des tablettes d'argile écrites en écriture cunéiforme, une technique qui s'est développée à la fin du IVe millénaire av. J.-C., sans doute pour noter la langue sumérienne. Ce système comprend pour partie des signes idéographiques, qui représentent un mot en entier, et des signes phonétiques, qui représentent des syllabes. C'est à partir de ces derniers que l'écriture s'est adaptée à l'akkadien, même si les idéogrammes furent toujours conservés. Le système resta relativement complexe, car il comportait de nombreux signes homophones (ayant une même valeur phonétique), et d'autres polyphoniques (ayant au contraire plusieurs valeurs phonétiques, et souvent également une ou plusieurs valeurs idéographiques). C'est pourquoi le signe AN peut d'une part être un logogramme pour le mot īlum (« Dieu ») et, d'autre part, signifier le Dieu Anu, ou même la syllabe [an]. En outre, le signe a été utilisé comme un déterminatif pour les noms divins.
L'écriture cunéiforme, créée plutôt pour rendre la phonologie et la grammaire du sumérien, est à bien des égards mal adaptée à l'akkadien : elle ne représente pas les phonèmes importants des langues sémitiques, y compris l'arrêt glottal. Elle ne distingue pas les consonnes pharyngales et emphatiques comme ṣ, ṭ et q et oblige à employer des mêmes signes pour noter des consonnes aux sonorités proches : le signe DUG peut transcrire le son [dug], mais aussi [duk] ou [duq] du fait de la proximité phonétique entre g, k et q, idem pour l'absence de distinction entre les syllabogrammes comprenant les consonnes s, ṣ et z. De la même manière, les signes comportant la voyelle [i] sont souvent également employés pour leurs équivalents avec la voyelle [e]. En outre, le cunéiforme ne note pas non plus les voyelles longues, ni les consonnes redoublées.
C'est grâce aux textes en écriture cunéiforme que la langue akkadienne a pu être redécouverte. Le déchiffrement du cunéiforme akkadien a été effectué dans le milieu du XIXe siècle, à partir des traductions de textes rédigés en vieux perse, la langue des rois achéménides, surtout des textes trilingues comme l'inscription de Behistun qui met en parallèle une version en perse et une autre en akkadien. Une fois qu'il fut établi que le cunéiforme akkadien comprenait en majorité des signes syllabiques, l'Irlandais Edward Hincks identifia des termes en langue sémitique, établissant ainsi que cet idiome appartenait à un groupe linguistique bien connu, ce qui facilita la suite des travaux. Ce furent les efforts conjugués de plusieurs savants, Hincks, Jules Oppert et Henry Rawlinson, qui permirent de vaincre les principales difficultés dans les années 1850.

## Phonologie
La phonologie de l'akkadien est reconstituée à partir de l'analyse de son écriture cunéiforme, qui est toujours compliquée à manier, avec sa tendance à noter avec les mêmes signes plusieurs voyelles et consonnes aux sonorités voisines, en plus de la comparaison avec les langues sémitiques vivantes. Certainement, des incertitudes existent toujours, et la transcription des termes akkadiens rend mal la façon dont ils étaient prononcés dans l'Antiquité, d'autant plus que cette prononciation a dû varier fortement suivant les époques et les lieux et que de toute manière, le langage écrit devait différer du langage parlé. On ne peut donc pas restituer le parler des locuteurs des dialectes akkadiens.

### Consonnes
Plusieurs phonèmes proto-sémitiques semblent perdus en akkadien : des 29 consonnes de la langue-mère seules 20 semblent subsister dans la langue-fille. L'influence du sumérien, dont la phonologie, bien que moins connue que celle de l'akkadien, était plus simple, a pu être alléguée pour expliquer cette réduction consonantique de l'akkadien. Au niveau des semi-consonnes, seul l’aleph (’) reste présent tout au long de la période de documentation en akkadien, à l’état résiduel, et il intègre l’ayn (ˁ), le iod, le ġayn, le h et le ḥ. Le wav disparaît progressivement après le milieu du IIe millénaire. Le h de l’akkadien est une consonne dure, comme la jota espagnole, parfois écrite ḫ ou transcrite kh. Sinon cette langue a des emphatiques de k (q), t (ţ) et s (ṣ), et une chuintante, š. La consonne glottale proto-sémitique *ʼ et les fricatives *ʻ, *h,*ḥ sont donc perdues. Les interdentaires et les consonnes fricatives latérales alvéolaires sourde (*ś, *ṣ́) ont fusionné avec les sifflantes comme dans le cananéen. Le fait que l'écriture cunéiforme soit peu efficace pour rendre un système consonantique varié, en raison de sa tendance à employer les mêmes signes pour des consonnes aux prononciations voisines, pourrait amplifier cette impression de simplification, et il se pourrait que les formes anciennes de l'akkadien aient conservé davantage de consonnes issues du fonds originel proto-sémitique (*ḥ et *ʻ).
Le tableau suivant donne les consonnes distinguées dans l'utilisation de l'akkadien cunéiforme, et l'alphabet phonétique international donne la prononciation présumée selon Streck Les signes suivants parenthésés sont les transcriptions qui sont utilisées dans la littérature. Cette transcription a été suggérée pour toutes les langues sémitiques par la Deutsche Gesellschaft Morgenländische (DMG), et elle est donc appelée DMG-umschrift.
|           |          | Labiale | Dentale | Dentale | Palatale | Vélaire | Uvulaire | Glottale |
| --------- | -------- | ------- | ------- | ------- | -------- | ------- | -------- | -------- |
| Nasale    | Nasale   | m       | n       |         |          |         |          |          |
| Occlusive | Sourde   | p       | t       | tʼ (ṭ)  |          | k       | q        | ʔ (ʼ)    |
| Occlusive | Sonore   | b       | d       |         |          | ɡ       |          |          |
| Fricative | Sourde   |         | s       | sʼ (ṣ)  | ʃ (š)    | x (ḫ)   | x (ḫ)    |          |
| Fricative | Sonore   |         | z       |         |          |         |          |          |
| Vibrante  | Vibrante |         | r       |         |          |         |          |          |
| Spirante  | Spirante |         | l       |         | j (y)    | w       |          |          |

1. 1 2  Les consonnes emphatiques akkadiennes sont reconstruits comme éjectives (Hetzron, Robert (1997) . "The Semitic languages ". Taylor & Francis, 1997. p8).

Selon Patrick R. Bennett, *š a été un alvéolo-palatine sans voix.
Une approche alternative à la phonologie de ces consonnes est de traiter *s *S comme affriquées sourde [ts ts ˤ] *S comme fricative coronale sans voix [s] et *z comme une affriquée coronale ou fricative [d͡z~z]. Dans cette veine, une autre transcription de *š est *s̠, avec le macron ci-dessous indique une articulation souple (Lenis) dans la transcription sémitique. L'assimilation est alors awat-su pour [awat͡su], ce qui est assez fréquent chez les langues.
Le tableau suivant montre les phonèmes proto-sémitiques et leurs correspondances avec l'akkadien, l'arabe et l'hébreu :
| Proto-sémitique | Akkadien | Arabe | Arabe | Hébreu | Hébreu |
| --------------- | -------- | ----- | ----- | ------ | ------ |
| *b              | b        | ب     | b     | ב      | b      |
| *d              | d        | د     | d     | ד      | d      |
| *g              | g        | ج     | ǧ     | ג      | g      |
| *p              | p        | ف     | f     | פ      | p      |
| *t              | t        | ت     | t     | ת      | t      |
| *k              | k        | ك     | k     | כ      | k      |
| *ʼ [ʔ]          | (Ø)/ ʼ   | ء     | ʼ     | א      | ʼ      |
| *ṭ              | ṭ        | ط     | ṭ     | ט      | ṭ      |
| *ḳ              | q        | ق     | q     | ק      | q      |
| *ḏ              | z        | ذ     | ḏ     | ז      | z      |
| *z              | z        | ز     | z     | ז      | z      |
| *ṯ              | š        | ث     | ṯ     | שׁ      | š      |
| *š [ʃ]          | š        | س     | s     | שׁ      | š      |
| *ś              | š        | ش     | š     | שׂ      | ś      |
| *s              | s        | س     | s     | ס      | s      |
| *ṱ              | ṣ        | ظ     | ẓ     | צ      | ṣ      |
| *ṣ              | ṣ        | ص     | ṣ     | צ      | ṣ      |
| *ṣ́              | ṣ        | ض     | ḍ     | צ      | ṣ      |
| *ġ              | ḫ        | غ     | ġ     | ע      | ʻ [ʕ]  |
| *ʻ [ʕ]          | (e)      | ع     | ʻ [ʕ] | ע      | ʻ [ʕ]  |
| *ḫ              | ḫ        | خ     | ḫ [x] | ח      | ḥ      |
| *ḥ              | (e)      | ح     | ḥ [ħ] | ח      | ḥ      |
| *h              | (Ø)      | ه     | h     | ה      | h      |
| *m              | m        | م     | m     | מ      | m      |
| *n              | n        | ن     | n     | נ      | n      |
| *r              | r        | ر     | r     | ר      | r      |
| *l              | l        | ل     | l     | ל      | l      |
| *w              | w        | و     | w     | ו י    | w y    |
| *y              | y        | ي     | y [j] | י      | y      |
| Proto-sémitique | Akkadien | Arabe | Arabe | Hébreu | Hébreu |

### Voyelles
Les voyelles présentes sont le a, le u (ou), le i et le e. Les trois premières sont inhérentes à toutes les langues sémitiques, contrairement à la dernière, qui a sans doute été intégrée sous l'influence du sumérien. La présence d'un o a été proposée mais reste à démontrer puisqu'il n'y a pas de signe en cunéiforme l'indiquant clairement. Ces voyelles peuvent être allongées. Les voyelles longues sont conventionnellement distinguées entre celles l'étant par nature (ā, ū, ī et ē) et celles l'étant par contraction de deux voyelles adjacentes (â, û, î, ê). Les diphtongues courantes dans les langues sémitiques sont réduites en akkadien et *baytum « maison » devient donc bītum en babylonien et bētum en assyrien. Parmi les autres originalités vocaliques de l'akkadien, par rapport aux autres langues sémitiques, se trouve la syncope vocalique : lorsque deux syllabes ouvertes, terminées par une voyelle courte, se suivent, la voyelle de la seconde syllabe disparaît : *parisū (pa-ri-sū) > parsū. Il y a également de nombreux cas d'harmonisation vocalique : lorsque deux syllabes comportant deux voyelles différentes se suivent, une des syllabes reprend la voyelle de l'autre par mimétisme : plutôt que d'avoir *bēlātum « les dames », on aura bēlētum en babylonien ; cela est cependant absent de l'assyrien qui a bēlātum, mais présente cependant des formes d'harmonisation vocaliques propres ou la a court d'une syllabe ouverte est assimilé par une voyelle qui suit (iṣbutū au lieu du babylonien iṣbatū).
On ne sait rien sur l'accent tonique akkadien. Il y a cependant certains points de référence, comme la règle de la syncope vocalique et certaines formes du cunéiforme, qui pourraient représenter l'accentuation de certaines voyelles, mais toutes les tentatives d'identification d'une règle pour l'accent tonique ont été infructueuses.

## Grammaire

### Racines
Comme dans toutes les autres langues sémitiques, les mots, les adjectifs et les verbes akkadiens sont formés à la base par des racines consonantiques, dans leur immense majorité trilitères. On les représente par les consonnes les constituant, qui se suivent toujours dans le même ordre : PRS, ŠPR, NDN, etc. Il existe quelques racines dites faibles, qui comptent une ou deux semi-consonnes (aleph, waw ou yod) ou une voyelle longue dans la racine : ’LK, (W)BL, KūN, etc. Les voyelles et les affixes ou encore le redoublement d'une consonne de la racine (la seconde, en général) permettent de constituer une grande variété de mots à partir de la racine. Par exemple, dans le cas de la racine LMD, qui renvoie à l'apprentissage, se forment ilmad « j'ai appris », talammadī « vous apprendrez », limdā « apprenez ! », ulammid « j'ai enseigné » (fait apprendre), lummudum (quelqu'un d')« instruit », talmīdum « apprenti ».
Certaines formes courantes permettent ainsi de former des mots suivant des principes similaires à partir des racines :
- La forme maPRaS peut ainsi exprimer l'emplacement d'un événement, la personne qui effectue l'acte et bien d'autres significations. Si l'une des consonnes radicales est labiale (p, b, m), le préfixe devient na-(maPRaS >> naPRAS). Par exemple : maškanum (« entrepôt », « grenier ») de ŠKN (poser), mašraḫum (« éclat ») de ŠRḪ (« être splendide »), maṣṣarum (« gardiens ») de NṢR (« garder »).
- Très semblable est la forme maPRaSt. Le substantif dérivé de cette formation nominale est grammaticalement féminin. Les mêmes règles que pour la forme de maPRaS s'appliquent, par exemple maškattum (« dépôt ») de ŠKN (« poser »), narkabtum (« chariot ») de RKB (« chevaucher », « monter »).
- Le suffixe -ūt est utilisé pour dériver des noms abstraits. Les noms qui sont formés avec ce suffixe sont grammaticalement féminins. Le suffixe peut être attaché à des noms, des adjectifs et des verbes, par exemple abūtum (« paternité ») de abum (« père »), rabutum (« taille ») de rabum (« grand »), waṣūtum (« quitter ») de WṢY (« quitter »).

Comme noté ci-dessus, le principe des racines est limité en akkadien par les nombreux emprunts effectués par cette langue au sumérien.
En akkadien, la racine servant de paradigme, surtout pour les verbes, est PRS, qui signifie « trancher », « décider ».

### Noms
Les substantifs de l'akkadien se rencontrent le plus souvent sous une forme déclinée, comprenant deux genres, trois nombres et trois cas : 
- les deux genres grammaticaux sont le masculin et le féminin, avec de nombreuses formes féminines qui sont le produit des mots masculins, avec l'ajout de l'infixe -at- : šarrum « roi », šarratum « reine ».
- les trois nombres sont le singulier, le duel et le pluriel. Cependant, même dans les premiers stades de la langue, le nombre duel subsiste comme vestige, et son utilisation est limitée aux paires naturelles (mains, yeux, oreilles, etc.), et les adjectifs ne se trouvent jamais au duel.
- Les trois cas sont le nominatif, pour le sujet (terminaison -u(m)), le génitif indiquant la possession et venant après les prépositions (terminaison singulier -i(m)), et l'accusatif pour l'objet direct notamment (terminaison -a(m)). Au pluriel, le cas est marqué par une voyelle allongée suffixée : -ū au nominatif, ī pour l'accusatif et le génitif, fusionnés dans un seul cas oblique[24].

Les noms šarrum (roi), šarratum (reine) et l'adjectif dannum (fort) serviront à illustrer le système de l'article sur l'akkadien.
| Cas                 | masculin  | féminin    | féminin |
| ------------------- | --------- | ---------- | ------- |
| Substantif          |           |            |         |
| Nominatif singulier | šarr-um   | šarr-at-um |         |
| Génitif singulier   | šarr-im   | šarr-at-im |         |
| Accusatif singulier | šarr-am   | šarr-at-am |         |
| Nominatif pluriel   | šarr-ū    | šarr-ātum  |         |
| Régime pluriel      | šarr-ī    | šarr-ātim  |         |
| Adjectif            |           |            |         |
| Nominatif singulier | dann-um   | dann-at-um |         |
| Génitif singulier   | dann-im   | dann-at-im |         |
| Accusatif singulier | dann-am   | dann-at-am |         |
| Nominatif pluriel   | dann-ūtum | dann-ātum  |         |
| Régime pluriel      | dann-ūtim | dann-ātim  |         |

Comme il ressort du tableau ci-dessus, les terminaisons de l'adjectif et des noms diffèrent au masculin pluriel (-ūtum, -ūtim). Certains noms, principalement relatifs à la géographie, peuvent aussi former une terminaison locative en -um au singulier, et les formes qui en résultent sont adverbiales. Ces formes ne sont généralement pas productives, mais dans le néo-babylonien, -um indiquant un locatif remplace plusieurs constructions avec la préposition ina.
Dans les derniers stades de l'akkadien, la mimation (terminaison -m) et la nunation (double final au duel -n) qui se produisent à la fin de la plupart des terminaisons des cas ont disparu sauf dans le locatif. Plus tard, le nominatif et l'accusatif singulier des noms masculins se changent en -u et en néo-babylonien. Comme la langue de contact la plus importante tout au long de cette période était l'araméen, qui n'a pas de distinctions de cas, il est possible que la perte des cas en akkadien était un phénomène superficiel et phonologique.
Les noms ont aussi :
- un état construit, qui consiste généralement en la chute de la désinence casuelle et qui sert à introduire un génitif direct (le génitif indirect étant introduit par la préposition ša) : šar mati(m) = šarru(m) ša mati(m) = « le roi du pays » ;
- ainsi qu'un état absolu, sans désinence casuelle, servant lorsque le nom n'est pas inclus dans une proposition, comme avec un sens vocatif : šar « ô roi ! »[25]

### Verbes

#### Aspects
L’akkadien ne distingue pas en priorité le temps des verbes, qui décrit le passé, le présent, le futur, mais plutôt leur aspect, reposant sur l’état d’accomplissement d’une action selon qu'elle est finie (accompli), ou bien qu'elle est en train de se produire ou n’a pas encore eu lieu (inaccompli). Les temps/aspects principaux sont :
- le présent/inaccompli, décrivant le présent, le futur, ou un passé habituel, plus largement un procès non achevé au moment où l'on parle, qui se caractérise par le redoublement de la seconde consonne de la racine : arakkab « je chevauche/je chevaucherai/je chevauchais » ;
- le prétérit/accompli, décrivant en général une action passée, ponctuelle, et morphologiquement simple : irkab « il chevaucha » ;
- le parfait, forme spécifique à l'akkadien non attestée dans les autres langues sémitiques, exprimant un décalage entre deux actions, ou bien une action qui vient de s'achever, et qui est formé par l'infixe -ta- suivant la première lettre de la racine : artakab « je viens de chevaucher/j'ai ensuite chevauché »[26],[27].

Dans ces trois aspects et au thème de base (G, voir plus bas), la personne est marquée par un préfixe et parfois un suffixe :
| Personne | Singulier | Pluriel |
| -------- | --------- | ------- |
| 1re      | a-        | ni-     |
| 2e masc. | ta-       | ta-…-ā  |
| 2e fém.  | ta-…-ī    | ta-…-ā  |
| 3e masc. | i-        | i-…-ū   |
| 3e fém.  | ta-       | i-…-ū   |

Le choix de la voyelle suivant la seconde consonne de la racine varie selon les verbes, qui sont regroupés en différentes classes : certains ont systématiquement une même voyelle (a, i ou u), d'autres alternent entre a à l'inaccompli et au parfait et u à l'accompli (classe a/u). Par exemple à la 3e personne masculin singulier : 
- LMD (a) « apprendre » : accompli ilmad, inaccompli ilammad, parfait iltamad ;
- PQD (i) « confier » : accompli ipqid, inaccompli ipaqqid, parfait iptaqid ;
- ŠPR (a/u) « écrire/envoyer un message » : accompli išpur, l'inaccompli išappar, parfait ištapar.

#### Autres formes verbales
D'autres formes verbales communes aux autres langues sémitiques sont attestées en akkadien. Un premier groupe a pour point commun de servir à exprimer la volonté, en particulier :
- l'impératif, exprimant un ordre, est morphologiquement très simple : rikab « chevauche ! »
- le prohibitif exprimant la défense, marqué par l'usage de la particule négative lā : lā tarakkab « ne chevauche pas ! »
- le vétitif, exprimant un vœu négatif formé par l'accompli précédé de la particule ay ou ē : ē irkab « puisse-t-il ne pas chevaucher ! »[29]

Les autres formes verbales sont les formes nominales, formées comme des substantifs normaux :
- l'infinitif : rakābu(m) « chevaucher »
- le participe désignant celui qui fait l'action : rākibu(m) « cavalier » (celui qui chevauche)
- l'adjectif verbal décrivant la condition ou le résultat d'une action : rakbu(m) « chevauché »[26],[29].

Enfin, le statif ou permansif ou encore prédicatif sert à exprimer un état durable et est formé à partir de l'adjectif verbal, auquel est ajoutée une forme courte des pronoms personnels indépendants : rakbāku.
Voici un résumé des formes principales du thème de base ; les formes conjuguées sont à la troisième personne masculin singulier pour le verbe parāsu(m) (classe a/u, racine PRS) :
| Personnes            | Accompli/prétérit | Inaccompli/présent | Parfait                   | Impératif | Statif                               | Infinitif | Participe                       | Adjectif verbal |
| -------------------- | ----------------- | ------------------ | ------------------------- | --------- | ------------------------------------ | --------- | ------------------------------- | --------------- |
| 1re sg.              | a-prus-Ø          | a-parras-Ø         | a-ptaras-Ø                |           | pars-āku                             | parāsum   | pārisum (masc.) pāristum (fem.) | parsum (masc.)  |
| 2e masc. sg.         | ta-prus-Ø         | ta-parras-Ø        | ta-ptaras-Ø               | purus     | pars-āta                             | parāsum   | pārisum (masc.) pāristum (fem.) | parsum (masc.)  |
| 2e fém. sg.          | ta-prus-ī         | ta-parras-ī        | ta-ptars-ī (< *taptarasī) | pursi     | pars-āti                             | parāsum   | pārisum (masc.) pāristum (fem.) | parsum (masc.)  |
| 3e masc. sg.         | i-prus-Ø          | i-parras-Ø         | i-ptaras-Ø                |           | paris                                | parāsum   | pārisum (masc.) pāristum (fem.) | parsum (masc.)  |
| 3e fém. sg.          | ta-prus-Ø         | ta-parras-Ø        | ta-ptaras-Ø               | pars-at   |                                      | parāsum   | pārisum (masc.) pāristum (fem.) | parsum (masc.)  |
| 1re pl.              | ni-prus-Ø         | ni-parras-Ø        | ni-ptaras-Ø               | pars-ānu  |                                      | parāsum   | pārisum (masc.) pāristum (fem.) | parsum (masc.)  |
| 2e pl. masc. et fém. | ta-prus-ā         | ta-parras-ā        | ta-ptars-ā                | pursa     | pars-ātunu (masc.) pars-ātina (fem.) | parāsum   | pārisum (masc.) pāristum (fem.) | parsum (masc.)  |
| 3e masc. pl.         | i-prus-ū          | i-parras-ū         | i-ptars-ū (< *iptarasū)   |           | pars-ū                               | parāsum   | pārisum (masc.) pāristum (fem.) | parsum (masc.)  |
| 3e fém. pl.          | i-prus-ā          | i-parras-ā         | i-ptaris-ā (< *iptarasā)  | pars-ā    |                                      | parāsum   | pārisum (masc.) pāristum (fem.) | parsum (masc.)  |

#### Thèmes
Les formes verbales présentées précédemment sont celles du thème de base, le thème G (de l'allemand Grundstamm), ou système I. Par l'adjonction d'infixes ou le redoublement de consonnes de la racine, l'akkadien, comme les autres langues sémitiques, constitue d'autres thèmes servant à apporter des nuances à l'action exprimée par le verbe :
- le thème D (Doppelungstamm), ou système II, un emphatique et un factitif ; il est marqué par un redoublement de la deuxième consonne de la racine : accompli uparris « trancher continuellement »
- le thème Š, ou système III est un causatif ; on ajoute un infixe constitué d’un –š- après le préfixe personnel : accompli ušapris « il a fait trancher »
- le thème N ou système IV, fonctionne comme une passif du système G/I ; on ajoute un infixe –n- après le préfixe personnel, qui disparaît souvent phonétiquement : infinitif naprusum « être séparé »[26],[31].

Les systèmes Š et D se distinguent des G et N par le fait que les suffixes indiquant la personne comprennent la seule voyelle [u] et non par [a]et [i].
Voici le verbe parāsu(m) (racine PRS) à l'accompli/prétérit dans chacun des thèmes :
|                               | Thème-G   | Thème-D     | Thème-Š     | Thème-N     |
| ----------------------------- | --------- | ----------- | ----------- | ----------- |
| 1re personne du singulier     | a-prus-Ø  | u-parris-Ø  | u-šapris-Ø  | a-pparis-Ø  |
| 1re personne du pluriel       | ni-prus-Ø | nu-parris-Ø | nu-šapris-Ø | ni-pparis-Ø |
| 2e personne du masculin sing. | ta-prus-Ø | tu-parris-Ø | tu-šapris-Ø | ta-pparis-Ø |
| 2e personne du féminin sing.  | ta-prus-ī | tu-parris-ī | tu-šapris-ī | ta-ppars-ī  |
| 2e personne du pluriel        | ta-prus-ā | tu-parris-ā | tu-šapris-ā | ta-ppars-ā  |
| 3e personne du singulier      | i-prus-Ø  | u-parris-Ø  | u-šapris-Ø  | i-pparis-Ø  |
| 3e personne du masculin plur. | i-prus-ū  | u-parris-ū  | u-šapris-ū  | i-ppars-ū   |
| 3e personne du féminin plur.  | i-prus-ā  | u-parris-ā  | u-šapris-ā  | i-ppars-ā   |

Deux « sous-thèmes » sont également formés par l'adjonction d'un infixe après la première consonne de la racine verbale : le sous-thème Gt, infixe -ta-, dont la signification est complexe, qui a souvent une valeur de réciprocité ou de réflexivité (G alākum « aller », Gt atlukum « s'en aller »), et le sous-thème Gtn, infixe -tan-, marquant un aspect répétitif (G parāsum « trancher », Gtn pitarrusum « trancher sans cesse »).
| Thème | Thème | Verbe    | Description                                                                                   | Correspondance                                                  |
| ----- | ----- | -------- | --------------------------------------------------------------------------------------------- | --------------------------------------------------------------- |
| I.1   | G     | PaRiS    | le thème simple, utilisé pour les verbes transitifs et intransitifs                           | Thème I de l'arabe (fa'ala) et l'hébreu Qal                     |
| II.1  | D     | PuRRuS   | gémination du deuxième radicale, emphatique ou factitif                                       | Thème II de l'arabe (fa‘‘ala) et l'hébreu pi‘el                 |
| III.1 | Š     | šuPRuS   | š-préformatif, causatif                                                                       | Thème IV de l'arabe (’af‘ala) et de l'Hébreu hiph‘il            |
| IV.1  | N     | naPRuS   | n-préformatif, indiquant le réflexif/passif                                                   | Thème VII de l'arabe (infa‘ala) et de l'Hébreu niph‘al          |
| I.2   | Gt    | PitRuS   | simple thème avec l'infixe-t après le premier radical, indiquant le réciproque ou le réflexif | Thème VIII de l'arabe (ifta‘ala) et de l'araméen ’ithpe‘al (tG) |
| II.2  | Dt    | PutaRRuS | double second du radical précédé par l'infixe-t, indiquant l'intensif réflexif                | Thème V de l'arabe (tafa‘‘ala) et de l'Hébreu hithpa‘el (tD)    |
| III.2 | Št    | šutaPRuS | š-préformatif avec l'infixe-t, indiquant la cause réflexive                                   | Thème X de l'arabe (istaf‘ala) et de l'Araméen ’ittaph‘al (tC)  |
| IV.2  | Nt    | itaPRuS  | n-préformatif avec l'infixe-t précédant le premier radical, indiquant le réflexif passif      |                                                                 |
| I.3   | Gtn   | PitaRRuS | simple thème avec l'infixe-tan après le premier radical, répétition                           |                                                                 |
| II.3  | Dtn   | PutaRRuS | double second radical précédé par l'infixe -tan                                               |                                                                 |
| III.3 | Štn   | šutaPRuS | š-préformatif avec l'infixe-tan                                                               |                                                                 |
| IV.3  | Ntn   | itaPRuS  | n-préformatif avec l'infixe-tan                                                               |                                                                 |

#### Modes grammaticaux
L'akkadien comprend des trois modes grammaticaux :
- l'indicatif est le plus courant et ne comporte aucune marque morphologique distinctive.
- le subjonctif, ou subordinatif, intervient quand un verbe est dans une proposition subordonnée ; il est formé par l'adjonction du suffixe -u, mais le dialecte assyrien, qui utilise -ni, dans certains cas aux époques anciennes, puis systématiquement aux époques récentes[33]. Dans les derniers stades de la plupart des dialectes, le subjonctif est indistinct, comme de courtes voyelles finales étaient pour la plupart perdus.
- le ventif ou allatif intervient quand il y a un verbe de mouvement, à l'origine pour indiquer un mouvement en direction du locuteur, et il se marque en général par un suffixe -a(m) ou -ni(m) ; par exemple illik « il est allé » à l'indicatif et illikam « il est venu vers moi » au ventif.

### Pronoms
L'akkadien comprend des pronoms personnels, parmi lesquels on distingue des formes indépendantes (anaphoriques et possessifs) et suffixées (possessifs accolés à un mot et compléments d'objet accolés à un verbe), et les pronoms adjectifs, tous indépendants (démonstratifs, interrogatifs).

#### Pronoms personnels indépendants
|          |          | Nominatif    | Nominatif       | Oblique              | Oblique | Datif                 | Datif   |
| Personne | Personne | Singulier    | Pluriel         | Singulier            | Pluriel | Singulier             | Pluriel |
| -------- | -------- | ------------ | --------------- | -------------------- | ------- | --------------------- | ------- |
| 1re      | 1re      | anāku « je » | nīnu « nous »   | yâti                 | niāti   | yâšim                 | niāšim  |
| 2e       | masculin | attā « tu »  | attunu « vous » | kâti (kâta)          | kunūti  | kâšim                 | kunūšim |
| 2e       | feminin  | atti « tu »  | attina « vous » | kâti                 | kināti  | kâšim                 | kināšim |
| 3e       | masculin | šū « il »    | šunu « ils »    | šuāti/u (šāti/u)     | šunūti  | šuāšim (šāšim)        | šunūšim |
| 3e       | feminin  | šī « elle »  | šina « elles »  | šiāti (šuāti ; šāti) | šināti  | šuāšim (šāšim, šāšim) | šināšim |

En assyrien certains pronoms personnels indépendants nominatif diffèrent : nēnu « nous », šūt « il », šīt « elle ».

#### Pronoms dépendants suffixes (ou enclitiques)
Les pronoms enclitiques des substantifs (ici formes génitives) s'ajoutent à ceux-ci pour exprimer la possession : bēliya = bēlu(m) « seigneur » + -ya « mon » = « mon seigneur ». Les pronoms enclitiques du verbe expriment un pronom personnel complément d'objet direct (accusatif) et indirect (datif) : izakkaršu(m) = izakkar « il dira » + -šu(m) « lui/cela » = « il le dira » ; ašpurku(m) = ašpur « j'ai écrit » + -kum « à toi » = « je t'ai écrit ».
|          |          | Genitif   | Genitif | Accusatif | Accusatif | Datif     | Datif    |
| Personne | Personne | Singulier | Pluriel | Singulier | Pluriel   | Singulier | Pluriel  |
| -------- | -------- | --------- | ------- | --------- | --------- | --------- | -------- |
| 1re      | 1re      | -i, -ya   | -ni     | -ni       | -niāti    | -am/-nim  | -niāšim  |
| 2e       | masculin | -ka       | -kunu   | -ka       | -kunūti   | -kum      | -kunūšim |
| 2e       | féminin  | -ki       | -kina   | -ki       | -kināti   | -kim      | -kināšim |
| 3e       | masculin | -šū       | -šunu   | -šū       | -šunūti   | -šum      | -šunūšim |
| 3e       | féminin  | -ša       | -šina   | -ši       | -šināti   | -šim      | -šināšim |

1. ↑  En assyrien toutes les personnes sauf la 1re sont identiques au singulier et au pluriel.
2. ↑  En assyrien toutes les personnes sauf la 1re sont identiques à celles de l'accusatif pluriel.
3. ↑  -ni est utilisé pour le nominatif, soit à la suite d'un verbe désignant l'objet.

#### Pronoms démonstratifs
Les pronoms démonstratifs en akkadien diffèrent selon l'éloignement par rapport à ce qui est désigné (deixis) :
|                 | Deixis               | Deixis          |
| --------------- | -------------------- | --------------- |
|                 | Proche               | Distant         |
| Masc. singulier | annū « cet/cette »   | ullū « ce »     |
| Fem. Singulier  | annītu « cet/cette » | ullītu « ce »   |
| Masc. pluriel   | annūtu « ces »       | ullūtu « ceux » |
| Fem. pluriel    | annātu « ces »       | ullātu « ceux » |

#### Pronoms possessifs
Les pronoms possessifs ont une déclinaison suivant celle des adjectifs :
|            |            | Masculin  | Masculin | Féminin   | Féminin |
| Possesseur | Possesseur | Singulier | Pluriel  | Singulier | Pluriel |
| ---------- | ---------- | --------- | -------- | --------- | ------- |
| 1re sg.    | 1re sg.    | yûm       | yûtum    | yattum    | yâtum   |
| 2e sg.     | 2e sg.     | kûm       | kûtum    | kattum    | kâtum   |
| 3e sg.     | 3e sg.     | šûm       | šûtum    | šattum    | šâtum   |
| 1re pl.    | 1re pl.    | nûm       | nûtum    | nuttum    | nâtum   |
| 2e pl.     | 2e pl.     | kunûm     | kunūtum  | kunūtum   | kunūtum |
| 3e pl.     | 3e pl.     | šunûm     | šunūtum  | šunūtum   | šunūtum |

#### Pronoms interrogatifs
Le tableau suivant comprend les principaux pronoms interrogatifs en akkadien ; ils se déclinent mais ne s'accordent pas en fonction du genre :
| Akkadien | Français                       |
| -------- | ------------------------------ |
| mannu(m) | qui ? (personne, animé)        |
| mīnūm    | quel/quelle ? (chose, inanimé) |
| ayyûm    | quel/quelle/quoi ?             |
| mati     | quand ?                        |

### Prépositions
L'akkadien possède des prépositions qui consistent principalement en un seul mot. Par exemple : ina (« dans », « sur », « à travers », « depuis », « à cause de »), ana (« à », « pour », « vers », etc.), adi (« jusqu'à »), aššu(m) (« à cause de »), eli (« sur », « dessus », « plus (que) »), ištu/ultu (« de », « à partir de », « depuis », « après »), mala (« autant que »), itti (« avec »), balu(m) (« sans »). Il y a, cependant, certaines prépositions composées qui sont combinées avec ina et ana ; par exemple ina maḫar (« avant (quelqu'un) », « par devant », « face à »), ina balu (« sans »), ana ṣēr (« vers », « en présence de »), ana maḫar (« avant (quelqu'un) », « par devant »). Quelle que soit la complexité de la préposition, le substantif qui suit est toujours au génitif.
Exemples: ina bīti(m) (« dans la maison »), ana dummuqi(m) (« faire le bien »), itti šarri(m) (« avec le roi »).

### Nombres
Puisque les nombres sont écrits principalement comme un signe dièse dans l'écriture cunéiforme, la translittération des nombreux nombres n'est pas encore bien établie. Avec le nom compté, les nombres cardinaux sont à l'état absolu. Les nombres 1 et 2 et les nombres 21-29, 31-39, 41-49 correspondent au compté dans le genre grammatical, mais les nombres 3-20, 30, 40 et 50 montrent une polarité des sexes (si le nom est compté masculin, le nombre est féminin et vice-versa). Cette polarité est typique des langues sémitiques et apparaît également en arabe classique, par exemple. Les nombres 60, 100 et 1000 ne changent pas selon le genre du nom compté. Plus de deux noms comptés apparaissent dans le pluriel. Toutefois, les parties du corps qui se produisent par paires apparaissent sous la double forme en akkadien : šepu(m) (pied) devient šepān (deux pieds).
Les ordinaux sont formés (avec quelques exceptions) en ajoutant une terminaison de cas à la forme nominale PaRuS (P, R et S. doivent être remplacés par les consonnes appropriées du nombre), mais dans le cas du nombre « un », l'ordinal (masculin) et le nombre cardinal ordinal sont les mêmes. Un métathèse se produit dans le nombre « quatre ». Le tableau suivant contient les formes masculines et féminines des états absolus de certains des nombres cardinaux akkadien et les ordinaux correspondants :
| #    | Nombre cardinal (masc.) | Nombre cardinal (fem.) | Congruence (accord du nombre avec le sexe) | Ordinal (masc.) | Ordinal (fem.)   |
| ---- | ----------------------- | ---------------------- | ------------------------------------------ | --------------- | ---------------- |
| 1    | ištēn                   | išteʾat, ištāt         | (pas de polarité des sexes)                | ištēn           | išteʾat          |
| 2    | šinā                    | šittā                  | (pas de polarité des sexes)                | šanûm           | šanītum          |
| 3    | šalāš                   | šalāšat                | (polarité des sexes)                       | šalšum          | šaluštum         |
| 4    | erbē                    | erbēt                  | (polarité des sexes)                       | rebûm           | rebūtum          |
| 5    | ḫamiš                   | ḫamšat                 | (polarité des sexes)                       | ḫamšum          | ḫamuštum         |
| 6    | šediš                   | šiššet                 | (polarité des sexes)                       | šeššum          | šeduštum         |
| 7    | sebē                    | sebēt                  | (polarité des sexes)                       | sebûm           | sebūtum          |
| 8    | samānē                  | samānat                | (polarité des sexes)                       | samnum, samnûm  | samuntum         |
| 9    | tešē                    | tišīt                  | (polarité des sexes)                       | tišûm, tešûm    | tišūtum, tešūtum |
| 10   | ešer                    | ešeret                 | (polarité des sexes)                       | ešrum           | ešurtum          |
| 60   | šūš                     | šūš                    | pas de distinction                         |                 |                  |
| 100  | meʾat, māt              | meʾat, māt             | pas de distinction                         |                 |                  |
| 1000 | līm                     | līm                    | pas de distinction                         |                 |                  |

Exemples : erbē aššātū (« quatre épouses ») (nombre au masculin), meʾat ālānū (« cent villes »).

### Syntaxe
À la différence des autres langues sémitiques, qui ont une préférence pour la syntaxe en VSO (verbe puis sujet puis complément d'objet) ou, dans une moindre mesure, VSO (verbe-sujet-objet), l’akkadien a une syntaxe en SOV (sujet-objet-verbe), avec le verbe à la fin de la proposition, ce qui est manifestement un emprunt à la syntaxe du sumérien, langue qui suit cet ordre. Parmi l'objet, le complément direct (accusatif) précède le complément indirect (datif/génitif). Par exemple : šarru(m) ekalla(m) ina āli(m) ibni = le roi (nominatif) + palais (accusatif) + dans la ville (génitif) + il a construit = « le roi a construit un palais dans la ville ».
L'akkadien rejoint en revanche les autres langues sémitiques dans son affection du recours aux phrases nominales. Ces derniers ne comportant pas de verbe mais juste un sujet, accompagné d'un prédicat, dans un ordre aléatoire. Cette forme n'existant pas en français, on la traduit en réintroduisant en général le verbe « être » : anāku šarru(m) rabū(m) = moi + roi + grand = « je suis un/le grand roi » ; šarrāku = roi + moi (pronom enclitique) = « je suis le roi ». Par ailleurs, l'infinitif, une forme nominale du verbe, est couramment employé dans des propositions et correspond à des propositions circonstancielles, précédé notamment par des prépositions (ana « pour », ina « dans », aššum « au sujet de », etc.) : ina āli(m) kašadi(m) « en atteignant la ville ».
La coordination (« et ») se fait par le biais de :
- la particule u : šarru(m) u šarratu(m) « le roi et la reine »
- ou l'enclitique -ma : allikam-ma āli(m) ibni « je suis venu et j'ai pris la ville »

Les propositions subordonnées sont introduites généralement par un pronom (souvent ša = « qui », « que »), et leur verbe est au mode subordinatif (il se termine par un préfixe spécifique, généralement -u, comme noté ci-dessus). Par exemple : ša naqba īmuru, kalāma ḫassu = qui + tout (acc.) + il a vu + subj. / la totalité (acc.) + sage/savant = « celui qui a tout vu, savant en toute chose (il sait tout) ». Les propositions subordonnées relatives, gouvernées par un nom ayant la fonction d'antécédent et introduites là encore par le pronom ša « qui », sont fréquentes : šarru(m) ša āla(m) iṣbatu « le roi qui a pris la ville ».
Les adjectifs, les propositions et les appositions relatives suivent le nom, et les chiffres précèdent le substantif compté. Dans le tableau suivant, la phrase nominale erbēt šarrū dannūtu(m) ša āla(m) īpušū abuya : « les quatre rois puissants qui ont construit la ville sont mes pères » est analysée :
| Mot       | Signification     | Analyses                            | Une partie de la phrase nominale |
| --------- | ----------------- | ----------------------------------- | -------------------------------- |
| erbēt     | quatre            | feminin (polarité des sexes)        | Chiffre                          |
| šarr-ū    | rois              | nominatif pluriel                   | Nom (Sujet)                      |
| dann-ūtum | forts, puissants  | nominatif masculin pluriel          | Adjectif                         |
| ša        | qui               | pronom relatif                      | Proposition relative             |
| āl-am     | ville             | accusatif singulier                 | Proposition relative             |
| īpuš-ū    | ils ont construit | 3e personne masculin pluriel        | Proposition relative             |
| ab-ū-ya   | mes pères         | masculin pluriel + pronom possessif | Apposition                       |

## Vocabulaire
Le vocabulaire de l'akkadien est particulièrement vaste, documenté par de nombreuses sources réparties sur une longue période et sur un vaste espace. De ce fait, les sens de nombreux mots reste encore mal compris. Des progrès considérables ont pu être accomplis lors de la rédaction de deux dictionnaires constituant des instruments de travail essentiels pour les assyriologues, l'Akkadisches Handwörterbuch (AHw) de Wolfram von Soden et l’Assyrian Dictionary de l'Université de Chicago (Chicago Assyrian Dictionary, CAD).
Le vocabulaire akkadien est en grande partie d'origine sémitique. Cependant, de nombreux éléments trouvés concernant son vocabulaire de base n'ont apparemment aucun lien avec les langues sémitiques (ni avec le sumérien). Par exemple : maru(m) qui signifie « fils » (sémitique *bn), qātu(m) : « main » (sémitique *yd), sepu(m) : « pied » (sémitique *rgl), qabu(m) : « dire » (sémitique *qwl), ana : « pour » (sémitique *li).
En raison de nombreux contacts avec d'autres langues, sémitiques ou non, le vocabulaire akkadien a été enrichi de nombreux mots d'emprunt à ces langues, en particulier le sumérien au début de son existence et l'araméen vers sa fin, mais aussi le hourrite, l'amorrite, l'élamite, le vieux-perse, le grec ancien, etc. Le tableau suivant contient des exemples d'emprunts en akkadien :
| Akkadien        | Signification                  | Source   | Mot dans la langue d'origine |
| --------------- | ------------------------------ | -------- | ---------------------------- |
| dû              | colline                        | Sumerien | du                           |
| erēqu           | fuir                           | Araméen  | ʿRQ                          |
| gadalû/gadalalû | vêtu de lin                    | Sumérien | gada lá                      |
| isinnu          | fermement                      | Sumérien | ezen                         |
| kasulatḫu       | un dispositif de cuir          | Hourrite | kasulatḫ-                    |
| kisallu         | tribunal                       | Sumerien | kisal                        |
| paraššannu      | partie des engins d'équitation | Hourrite | paraššann-                   |
| purkullu        | tailleur de pierres            | Sumérien | bur-gul                      |
| qaṭālu          | tuer                           | Araméen  | QṬL                          |
| uriḫullu        | pénalité conventionnelle       | Hourrite | uriḫull-                     |

L'akkadien a été aussi une source d'emprunts pour d'autres langues, surtout le sumérien. Voici quelques exemples : sumérien da-ri (« durablement », de l'akkadien daru), sumérien ra gaba (« messager », de l'akkadien rākibu).

## L’akkadien littéraire

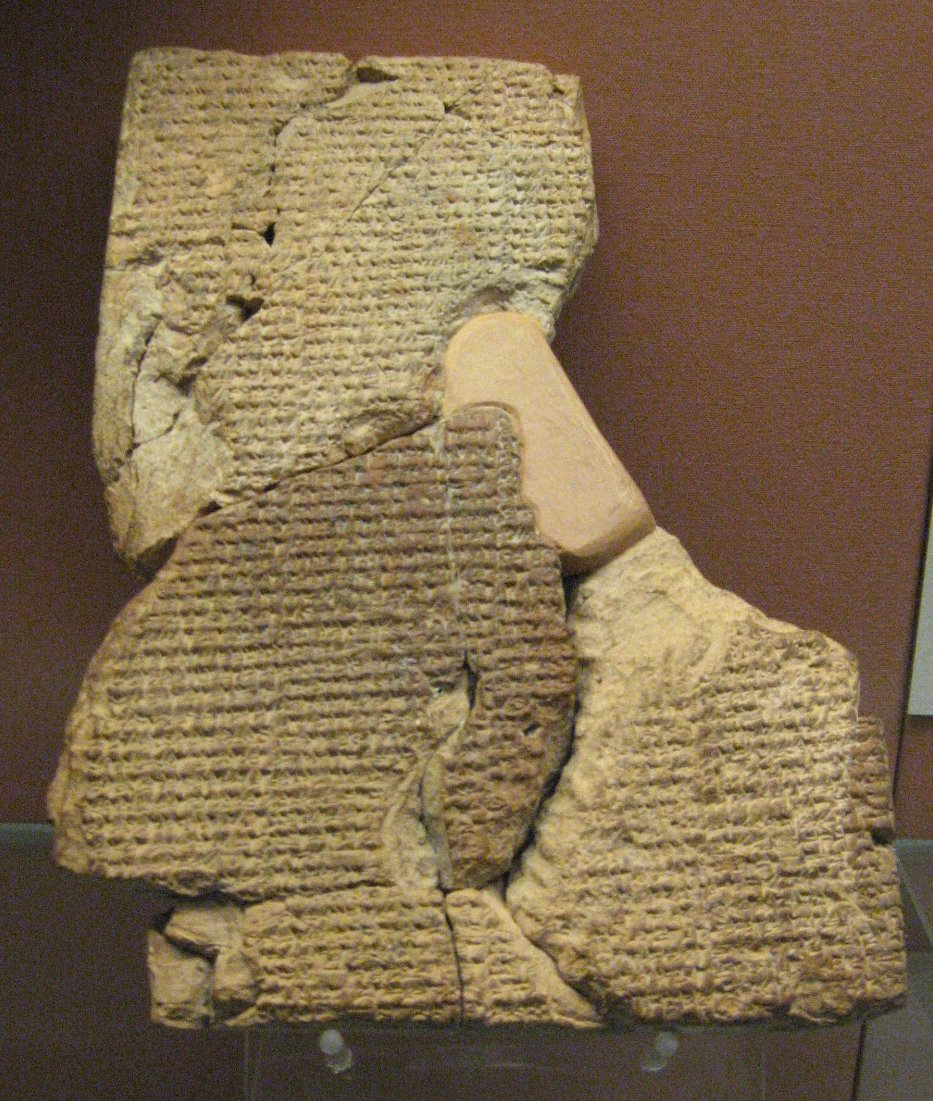
Première tablette du mythe Atrahasis, en paléo-babylonien littéraire. Copie provenant de Sippar, British Museum.

### Le paléo-babylonienlittéraire
Sous la première dynastie de Babylone (1894-1595 av. J.-C.), l’akkadien est la langue dans laquelle sont conçues les grandes œuvres littéraires, religieuses, scientifiques, en lieu et place du sumérien qui est resté employé dans les écoles des scribes du Sud mésopotamien jusqu'au XVIIIe siècle av. J.-C. On l’utilise pour les inscriptions royales, les textes mythologiques, les hymnes, les prières, les incantations, etc. Cette forme de l’akkadien présente des aspects particuliers, notamment de nombreux traits archaïsants, visant à lui donner un aspect vénérable, surtout sous la forme la plus recherchée, dite « hymnico-épique », qui a recours à beaucoup des expressions archaïsantes. L’akkadien littéraire a quelques originalités du point de vue phonologique : moins de contractions et d’harmonies vocaliques, chute de la voyelle finale des prépositions ina, ana et eli, qui deviennent proclitiques, l’état construit du nom a une finale en -u au singulier et au féminin pluriel, etc. On emploie aussi certaines tournures de langues plus souvent qu’en akkadien courant, comme le locatif ou le terminatif, et la syntaxe est plus lâche (le verbe n’est pas toujours à la fin de la phrase).

### Le babylonien standard
Le babylonien standard est élaboré dans les cercles lettrés de la Babylonie dans les derniers siècles du IIe millénaire av. J.-C. (sa forme standard étant celle qu‘il prend dans l'Enuma Elish, couramment datée du XIIe siècle av. J.-C.) et définitivement constitué au début du Ier millénaire av. J.-C. Ce dialecte, qui se présente en fait sous plusieurs formes, se situe dans la droite ligne du paléo-babylonien littéraire, tant au niveau des sujets que les écrits qui sont faits dans cette langue qu’au niveau des particularités de celle-ci. S’il est généralement marqué par des tournures vieillies, le babylonien standard est aussi influencé par les formes vernaculaires de l‘akkadien qui lui sont contemporaines. La mimation disparaît donc, le š précédant une dentale (d, t, ṭ) devient un l, etc. Du point de vue de la morphologie, les cas nominaux sont moins marqués (confusion entre le nominatif et l’accusatif), le ventif est très courant, sans avoir de fonction précise, les pronoms enclitiques -šu et -ša sont souvent confondus, les formes de l’état construit du paléo-babylonien littéraires sont reprises, etc. Le babylonien standard est non seulement utilisé en Babylonie, mais aussi en Assyrie, les inscriptions royales néo-assyriennes étant écrites dans cette forme de l’akkadien, et non en assyrien (malgré la présence de quelques « assyrianismes »).

## Exemple de mots

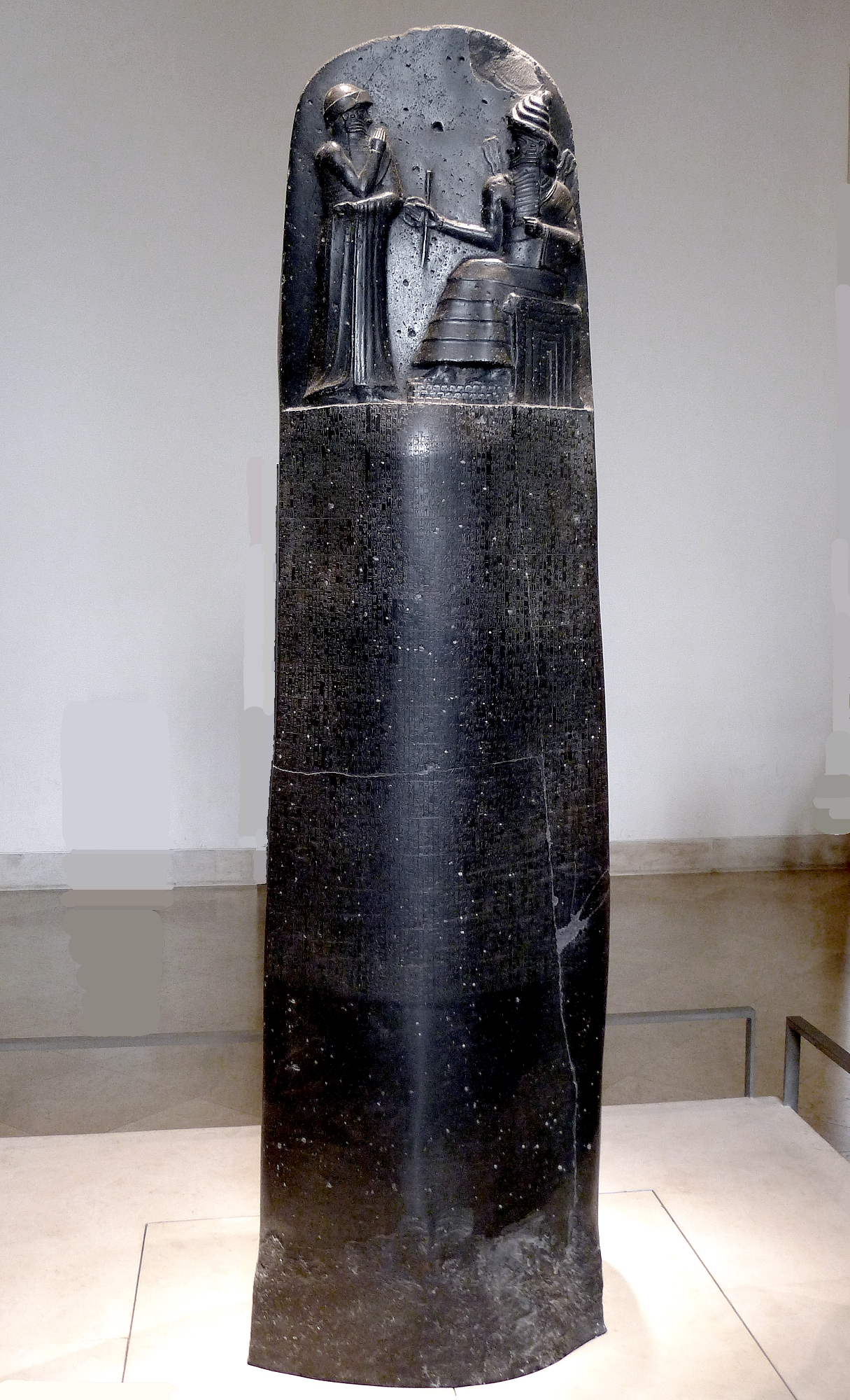
Stèle du code de Hammurabi.

Le texte ci-dessous est la septième section du Code de Hammurabi, rédigé au XVIIIe siècle av. J.-C. :
| Akkadien | šumma                 | awīl-um                 | lū                                   | kasp-am                              | lū                       | ḫurāṣ-am                | lū                               | ward-am                          | lū                               | amt-am                           |                                  |
| Français | Si                    | homme (nominatif)       | ou                                   | argent (accusatif)                   | ou                       | or (accusatif)          | ou                               | esclave (accusatif, masculin)    | ou                               | esclave (accusatif, féminin)     |                                  |
|          |                       |                         |                                      |                                      |                          |                         |                                  |                                  |                                  |                                  |                                  |
| Akkadien | lū                    | alp-am                  | lū                                   | immer-am                             | lū                       | imēr-am                 | ū lū                             | mimma šumšu                      | mimma šumšu                      | ina                              |                                  |
| Français | ou                    | bovin, bœuf (accusatif) | ou                                   | mouton (accusatif)                   | ou                       | âne (accusatif)         | ou encore                        | quelque chose                    | quelque chose                    | dans                             |                                  |
|          |                       |                         |                                      |                                      |                          |                         |                                  |                                  |                                  |                                  |                                  |
| Akkadien | qāt                   | mār                     | awīl-im                              | ū lū                                 | warad                    | awīl-im                 | balum                            | šīb-ī                            | šīb-ī                            | u                                |                                  |
| Français | main (état construit) | fils (état construit)   | homme (génitif)                      | ou                                   | esclave (état construit) | homme (génitif)         | sans                             | témoins (génitif)                | témoins (génitif)                | et                               |                                  |
|          |                       |                         |                                      |                                      |                          |                         |                                  |                                  |                                  |                                  |                                  |
| Akkadien | riks-ātim             | riks-ātim               | i-štām-Ø                             | i-štām-Ø                             | ū lū                     | ana                     | maṣṣārūt-im                      | maṣṣārūt-im                      | i-mḫur-Ø                         | i-mḫur-Ø                         |                                  |
| Français | contrats (génitif)    | contrats (génitif)      | il a acheté (parfait)                | il a acheté (parfait)                | et ou                    | pour                    | garde/dépôt (génitif)            | garde/dépôt (génitif)            | il a reçu (prétérit/accompli)    | il a reçu (prétérit/accompli)    |                                  |
|          |                       |                         |                                      |                                      |                          |                         |                                  |                                  |                                  |                                  |                                  |
| Akkadien | awīl-um               | awīl-um                 | šū                                   | šū                                   | šarrāq                   | šarrāq                  | i-ddāk                           | i-ddāk                           | i-ddāk                           | i-ddāk                           | i-ddāk                           |
| Français | homme (nominatif)     | homme (nominatif)       | cet (adjectif démonstratif masculin) | cet (adjectif démonstratif masculin) | voleur (état construit)  | voleur (état construit) | il sera tué (présent/inaccompli) | il sera tué (présent/inaccompli) | il sera tué (présent/inaccompli) | il sera tué (présent/inaccompli) | il sera tué (présent/inaccompli) |

## Traductions automatiques
Il a été démontré que la traduction automatique de haute qualité de l'akkadien peut être obtenue en utilisant des méthodes de Traitement automatique du langage naturel (TALN) telles que les réseaux de Réseau neuronal convolutif.

### Introductions
- (en) John Huehnergard, « Akkadian », dans Eric M. Meyers (dir.), Oxford Encyclopaedia of Archaeology in the Ancient Near East, vol. 1, Oxford et New York, Oxford University Press, 1997, p. 44-49
- (en) John Huehnergard et Christopher Woods, « Akkadian and Eblaite », dans Roger D. Woodard, The Cambridge Encyclopedia of the World's Ancient Languages, Cambridge, Cambridge University Press, 2004, p. 218-287
- Remo Mugnaioni, « L'akkadien », dans E. Bonvini, J. Busuttil et A. Peyraube (dir.), Dictionnaire des langues, Paris, Presses universitaires de France, 2011
- (en) Michael P. Streck, « Babylonian and Assyrian », dans S. Weninger (dir.), The Semitic Languages, Berlin, De Gruyter, 2011, p. 359-396
- (en) Rebecca Hasselbach‐Andee, « Akkadian », dans Rebecca Hasselbach‐Andee (dir.), A Companion to Ancient Near Eastern languages, Hoboken, Wiley-Blackwell, 2020, p. 129-147

### Parenté linguistique et histoire
- (en) John Huehnergard, « Semitic Languages », dans Jack M. Sasson (dir.), Civilizations of the Ancient Near East, New York, Scribner, 1995, p. 2117-2134
- (en) John Huehnergard, « Afro-Asiatic », dans Roger D. Woodard, The Ancient Languages of Syria-Palestine and Arabia, Cambridge, Cambridge University Press, 2008, p. 225-246
- (en) Andrew George, « Babylonian and Assyrian: A history of Akkadian », dans John Nicholas Postgate (dir.), Languages of Iraq, Ancient and Modern, Cambridge, British School of Archaeology in Iraq - Cambridge University Press, 2007, p. 31-71
- (en) Juan Pablo Vita (dir.), History of the Akkadian Language, Leyde et Boston, Brill, 2021 (2 volumes)

### Grammaires
- (de) Wolfram von Soden, Grundiss der Akkadischen Grammatik, Rome, Pontificio Instituto Biblico, 1995
- (en) John Huehnergard, A Grammar of Akkadian, Winona Lake, Eisenbrauns, coll. « Harvard Semitic Studies », 2011
- Florence Malbran-Labat, Manuel de langue akkadienne, Louvain, Peeters, coll. « Publications de l'institut orientaliste de Louvain », 2001

### Dictionnaires
- (de) Wolfram von Soden, Akkadisches Handwörterbuch, Wiesbaden, O. Harrassowitz, 1965-1981 (3 tomes)
- (en) The Assyrian Dictionary of the Oriental Institute of the University of Chicago, Chicago, Oriental Institute of Chicago, 1956-2010 (lire en ligne) (26 volumes)
- (en) Jeremy Black, Andrew George et Nicholas Postgate, A concise dictionary of Akkadian, Wiesbaden, O. Harrassowitz, 2000

### Manuels d'apprentissage
- (en) Richard Caplice, Introduction to Akkadian, Rome: Biblical Institute Press, 1980. (1983:  (ISBN 88-7653-440-7); 1988, 2002:  (ISBN 88-7653-566-7)) (L'édition de 1980 est en partie disponible sur le web).
- (fr) Florence Malbran-Labat, Pratique de la grammaire akkadienne. Exercices et corrigés, Coll. Langues et cultures anciennes, 6, Bruxelles, Ed. Safran, 2006,  (ISBN 978-2-9600469-9-1).
- (fr) Florence Malbran-Labat, La morphologie akkadienne en tableaux, Coll. Langues et cultures anciennes, 8, Bruxelles, Ed. Safran, 2007,  (ISBN 978-2-87457-007-0).
- (fr) D. Bodi, Petite grammaire de l'akkadien à l'usage des débutants, 2001